# Манцинелове дерево
Манцинелове дерево (Hippomane mancinella) — вид квіткових рослин родини молочайні (Euphorbiaceae). Інші назви — манцинела, манзиніла, маншинела.

## Поширення
Манцинелове дерево росте у Центральній Америці (Флорида, країни Карибського басейну і Багами). Південна межа ареалу знаходиться у Венесуелі та Колумбії.

## Опис
Плоди круглі, в поперечнику мають близько 4 см, дуже запашні, покриті блискучою сірою шкіркою. В плодах знаходиться пару коричневих насінин. Усі частини цієї рослини: листя, кора, квіти, плоди містять тягучий молочний сік — відповідний показник усіх молочайних. Він дуже отруйний і, до того ж, має сильну подразнюючу дію. З початком сезону дощів виникають суцвіття у вигляді початочків довжиною 7 см, на яких знаходяться одна або дві маленьких рудиментарних жіночих квітки діаметром близько 3 мм, з зірчастих маточок яких з'являється зав'язь. Чоловічі квітки, ще меншого розміру, з великою кількістю жовтуватих пиляків, знаходяться поруч, на цьому ж суцвітті.
Цвітіння відбувається, практично, протягом усього року, але особливо рясно манцинела цвіте в березні. Плоди за зовнішнім виглядом нагадують яблука; мають зелене або зеленувато-жовте забарвлення.
Листя у манцинели звичайні, еліпсоподібна, з дуже вираженими жовтими прожилками. Блискуче листя має віддалену схожість з яблуневими, тільки більше. Дерево вважається вічнозеленим, але, в періоди посухи (грудень-січень), воно може скинути значну частину листя. Кора дерева сіра.

## Отруйність
Воно відоме як найотруйніше дерево в світі. Навколо нього часто пов'язана червона стрічка — це знак перехожим не підходити близько.
Краще триматися на певній відстані від дерева. Плоди манцинели схожі на яблука-ранетки, але таке яблуко відправить людину прямо до відділення невідкладної допомоги. Не менш отруйним і їдким є і молочно-білий сік манцинели — одна крапля залишає пухирі на шкірі, дерматит, набряк або опік.
Кора теж отруйна — якщо підпалити дерево, то від сучків піде їдкий дим, через який можна осліпнути. Завдяки всьому вищесказаному, манцинела в даний час входить в «Книгу рекордів Гіннеса» як найнебезпечніше та найотруйніше дерево в світі.
Згідно з легендою, від отрути цього дерева помер іспанський конкістадор Хуан Понсе де Леон. Він повернувся до Флориди в 1521 році в пошуках золота і претендував на володіння областями, які нібито відкрив. Звичайно, місцеві жителі так просто віддавати йому свої землі не збиралися, і під час битви в ногу де Леона потрапила просякнута отрутою манцинели стріла, що призвело його до болісної і довгої смерті.
У першій половині 30-х років вісімнадцятого століття було видано королівський указ, який зобов'язує стерти з лиця землі всі отруйні дерева поблизу Санкт-Бартелемі на острові Пуерто-Рико.
Ніколь Стрікленд, консультант з радіології, опублікувала в «Британському медичному журналі» статтю про те, як з'їла один з плодів манцинели. Під час свята на Карибському острові Тобаго вона помітила серед лежачих на пляжному піску манго і кокосів маленькі зелені плоди — вони були круглими, розміром з мандарин, і, ймовірно, впали з великого дерева зі сріблястим стволом і овальним листям.
Вона відкусила від плоду шматочок і знайшла його приємно солодким, і так зробив і її друг. За якусь мить обидва відчули дивну гостроту в роті, що поступово переросла в печіння, сльозотечу і закупорку горла. Протягом наступних двох годин стан молодих людей погіршився і вони не могли проковтнути ні шматочка через сильний біль у горлі. Єдине, що хоч якось пом'якшувало біль — молоко. І тільки через вісім годин усі больові відчуття стали поступово спадати.